# Giuseppe Arnoldi
Giuseppe Arnoldi (Saronno, 4 febbraio 1908 – Saronno, 19 settembre 1985) è stato un calciatore italiano, di ruolo difensore.

## Carriera
Disputa 23 partite di Serie A in due stagioni con la Pro Patria. Militò poi nella Falck e nella Bollatese.

## Palmarès

### Club
- Seconda Divisione: 1

Saronno: 1927-1928